# Linda Hopkins
Linda Hopkins, pseudonimo di Melinda Helen Matthews (New Orleans, 14 dicembre 1924 – Milwaukee, 10 aprile 2017), è stata una cantante e attrice statunitense.
Nel 1972 ha vinto il Tony Award alla miglior attrice non protagonista in un musical performance in Inner City.